# Karl Pawelka
Karl Pawelka (* 19. Juli 1890 in Brünn; † 2. Oktober 1948 im Speziallager Nr. 2 Buchenwald) war Richter am höchsten tschechoslowakischen Gericht und ein deutscher Reichsgerichtsrat.

## Leben
Der Katholik Pawelka war der Sohn eines Sargfabrikanten. 1914 bestand er die judizielle Prüfung in Wien. Anfang November 1914 wurde er Rechtspraktikant in Brünn. Am Ersten Weltkrieg nahm er als Feldwebel-Kadettaspirant der österreichischen Armee teil. Von Mitte Mai 1918 bis Juni 1921 war er Auskultant in Brünn und Eibenschütz. 1921 bestand er die Richteramtsprüfung in deutscher und tschechischer Sprache mit „sehr gutem Erfolg“ in Wien. Von Juni 1926 bis Juni 1923 war er Richter und Einzelrichter in Eibenschütz, ab Ende Dezember 1921 war das eine systematische Stelle. Im Mai 1923 kam er an das Sekretariat des Obersten Gerichts (OG) in Brünn, dem obersten tschechoslowakischen Gericht. Fünf Wochen später erfolgte eine rückwirkende Beförderung zum Bezirksrichter unter Weiterverwendung beim OG. 1924 wurde er Vizesekretär des Sekretariats beim OG. 1931 wurde er zum Gerichtsrat am Kriegsgericht Brünn ernannt unter Weiterverwendung beim OG. 1935 wurde er Obersekretär und 1937 Rat beim OG.
Pawelka trat Mai 1938 der SdP bei, am 22. Juni 1939 beantragte er die Aufnahme in die NSDAP und wurde rückwirkend zum 1. April desselben Jahres aufgenommen (Mitgliedsnummer 7.064.244). Nach Zerschlagung der Tschechoslowakei im März 1939 wurde Pawelka am 1. September 1939 an das Reichsgericht in Leipzig berufen. Er war im III., VI., und IV. Strafsenat tätig. Laut einem NKWD-Bericht „untersuchte [er] auf persönliche Weisung Hitlers den Fall der an der Niederschlagung des faschistischen Putsches in Österreich Beteiligten. Während seiner gerichtlichen Tätigkeit beteiligte sich Pawelka unmittelbar an Gerichtsverfahren von besonderer Wichtigkeit, unter anderem bei Fällen, die ausländische Staatsbürger betrafen“. Im August 1945 nahm das NKWD Pawelka als ersten der Reichsgerichtsräte fest und wurde Ende September in das Speziallager Nr. 1 Mühlberg gebracht. Nach dessen Auflösung kam er am 17. September 1948 in das Speziallager Nr. 2 Buchenwald, wo er kurz darauf verstarb.